# Trite concinna
Trite concinna es una especie de araña saltarina del género Trite, familia Salticidae. Fue descrita científicamente por Rainbow en 1920.
Habita en Australia (isla de Lord Howe e isla Norfolk).